# 肉铺 (卡拉奇)
《肉铺》是意大利巴洛克画家安尼巴莱·卡拉奇的两幅布面油画，大约绘制于1583年。现在分别收藏于英国牛津基督堂画廊和美国得克萨斯州沃思堡的金贝尔艺术博物馆。 